# Albin Dunajewski
Albin Dunajewski (Stanisławów, 1º marzo 1817 – Cracovia, 18 giugno 1894) è stato un cardinale e vescovo cattolico polacco.

## Biografia

### Infanzia
Albin Dunajewski nacque il 1º marzo 1817, nella città di Stanisławów (oggi Ivano-Frankivs'k). Nacque in una famiglia nobile da Szymon Dunajewski e Antonina z Blazowskich. Aveva anche due fratelli, Edward e Julian. Quest'ultimo in seguito divenne professore di economia, rettore dell'Università Jagellonica di Cracovia e Ministro del tesoro dell'Austria.

### Formazione
Dopo aver compiuto gli studi primari, entrò nella facoltà teologica dell'Università di Cracovia nella città di Leopoli, dove dal 1835 al 1839 studiò diritto civile. Proseguì la sua formazione ecclesiastica nel Seminario di Cracovia prima, e nel Collegio Romano poi dove studiò teologia.
Trascorse i suoi primi anni di esperienza presso l'Università di Cracovia, dove lavorò con i giovani universitari. L'8 febbraio 1841, come membro del Partito Democratico polacco, venne arrestato con l'accusa di cospirazione, e dopo una lunga indagine venne sentenziata la sua condanna a morte; il giudice con un decreto promulgato il 1º gennaio 1845 cambiò la sua condanna ad otto anni di carcere e in seguito ad un controllo di polizia. Era nel carcere di Spielberg in Moravia, allora parte dell'Austria, ora nella Repubblica Ceca. Venne liberato con un'amnistia nel 1848. Nel 1849 lavorò a Buczacz, allora in Polonia, ora in Ucraina, come traduttore del Distretto Commissionale di Cracovia. In seguito praticò come notaio a Cracovia dal 1849 al 1850, e si applicò al Tribunale di Cracovia. Nel 1850 di nuovo la sua casa venne perquisita dalla polizia e per questo motivo dovette lasciare il suo lavoro al Czas (Time), gestione dell'ufficio stampa, e andò a lavorare come segretario del contabile Adam Potocki a Krzeszowice. Dopo la morte della sua fidanzata, riprese gli studi ecclesiastici presso il Seminario di Cracovia.

### Ordinazione sacerdotale
Venne ordinato presbitero il 28 luglio 1861, a Cracovia, da Ludwik Łętowski, vescovo titolare di Joppe ed amministratore apostolico della diocesi di Cracovia. Divenne confessore presso la chiesa di Santa Maria a Cracovia, incarico che tenne dal 1861 al 1862. Dal 10 gennaio 1863 alla fine di febbraio 1864, fu professore di teologia morale nell'arcidiocesi di Varsavia; nel 1862 diventò rettore del suo seminario e canonico onorario del capitolo della Cattedrale di Varsavia dal 1862 al 1864. Nella diocesi di Cracovia, sotto la supervisione della polizia, fu vicario dell'Ordine della Visitazione della Beata Vergine Maria, esaminatore del sinodo, dal 1864 consigliere della curia episcopale, vicario parrocchiale di Rudawa, vicario parrocchiale e amministratore apostolico a Piasek,e per tre anni amministratore parrocchiale e referendario della parrocchia di San Szczepan a Cracovia. Venne nominato prelato domestico di Sua Santità nel 1877.

### Vescovo
Venne eletto vescovo di Cracovia il 15 maggio 1879, e la sua consacrazione episcopale avvenne il 18 giugno dello stesso anno, nella Cattedrale di Cracovia, per mano di Lodovico Jacobini, arcivescovo titolare di Tessalonica e nunzio apostolico in Austria-Ungheria, assistito da Anton Josef Gruscha, arcivescovo di Vienna, e da Jan Stupnicki, vescovo di Przemyśl degli Ucraini.
Nel 1880 la diocesi di Cracovia divenne immediatamente soggetta (dal 1818 era suffraganea dell'arcidiocesi di Varsavia) e riottenne dalla diocesi di Tarnow una parte del territorio che decenni prima era stato ceduto da Cracovia, ma nel 1882 perse la maggioranza delle sue parrocchie, ben 229, per il ristabilimento della diocesi di Kielce. 
Fu promosso assistente presso il Pontificio Trono il 16 agosto 1881. L'8 settembre 1883 incoronò l'immagine della Madonna della sabbia nella chiesa dei Carmelitani a Cracovia e poi, nel 1887, incoronò l'immagine della Madonna di Kalwaria.

### Cardinale e morte
Venne creato cardinale nel concistoro del 23 giugno 1890, con un breve apostolico con cui Papa Leone XIII gli consegnò la berretta cardinalizia. Ricevette il titolo presbiterale dei Santi Vitale, Valeria, Gervasio e Protasio il 4 giugno 1891.
Morì il 18 giugno del 1894, a Cracovia, all'età di 77 anni. La sua salma venne esposta e sepolta nella Cattedrale di Cracovia.

## Genealogia episcopale e successione apostolica
La genealogia episcopale è:
- Cardinale Scipione Rebiba
- Cardinale Giulio Antonio Santori
- Cardinale Girolamo Bernerio, O.P
- Arcivescovo Galeazzo Sanvitale
- Cardinale Ludovico Ludovisi
- Cardinale Luigi Caetani
- Cardinale Ulderico Carpegna
- Cardinale Paluzzo Paluzzi Altieri degli Albertoni
- Papa Benedetto XIII
- Papa Benedetto XIV
- Papa Clemente XIII
- Cardinale Marcantonio Colonna
- Cardinale Giacinto Sigismondo Gerdil, B.
- Cardinale Giulio Maria della Somaglia
- Cardinale Carlo Odescalchi, S.I.
- Cardinale Costantino Patrizi Naro
- Cardinale Ludovico Jacobini
- Cardinale Albin Dunajewski

La successione apostolica è:
- Vescovo Ignacy Łobos (1882)
- Arcivescovo Izaak Mikołaj Isakowicz (1882)